# Кажани
Кажани́, або лиликови́ді (заст. укр. ночовиди, заст. укр. пергачі, заст. укр. ґацик; Microchiroptera) — підряд ссавців з ряду лиликоподібних, або рукокрилих (Vespertilioniformes, або Chiroptera). Кажани є сестринською групою до підряду криланів — фруктоїдних рукокрилих (типовий представник — летюча лисиця). У спеціальній літературі кажанів нерідко позначають як Microchiroptera (на відміну від крилановидих — Macrochiroptera). Наука, що вивчає кажанів — хіроптерологія. 

## Етимологія
Слово «кажан» походить (через застарілу форму «кожан») від староукраїнського «кожа» — «шкіра». Назва пов'язана з тим, що роль крил у кажана виконують широкі шкіряні перетинки. Наявність «а» на місці первісного «о» пояснюється асиміляцією [o] перед складом з наголошеним [ɑ] (як у словах «багатий», «гарячий», «хазяїн», «халява»).

## Різноманіття кажанів
Завдяки здатності до польоту кажани поширені по всіх куточках Землі. Існує близько 1000 видів, і кажани становлять майже одну чверть усіх сучасних видів ссавців. В Україні представлені підковиками, кількома родами з родини лиликових (Vespertilionidae), регіонально вимерлим довгокрилом (Miniopterus schreibersii) і неофітом тадаридою (Tadarida teniotis).
Хоча кажани досить поширені, у регіонах з інтенсивним розвитком промисловості і сільського господарства чисельність їхніх популяцій катастрофічно зменшується, і багато видів зараз перебувають на межі зникнення. Всі відомі станом на 2023 рік види кажанів української фауни внесені до Червоної книги України, наприклад, підковик малий — Rhinolophus hipposideros (Bechstein, 1800), статус «вразливий» або нічниця велика — Myotis myotis (Borkhausen, 1797), статус «рідкісний». Загалом фауна рукокрилих України включає 28 видів, що належать до двох родин — підковикових та лиликових.
Довжина тіла кажанів — від 2,5 до 14 см. Кажани є переважно комахоїдними рукокрилими. Кажани добре бачать, але орієнтуються у просторі за допомогою ультразвуку: випускаючи локаційні сигнали у вигляді коротких ультразвукових імпульсів частотою 20-120 кГц і тривалістю 0,2-100 мс. Нічні тварини.
Види, що мешкають у країнах з помірним кліматом (зокрема й в Україні), є перелітними або впадають у зимову сплячку — гібернацію.

### Захист кажанів в Україні
В Україні діє центр реабілітації рукокрилих (УЦРР), який знаходиться у Харкові. З 1999 року він працював на волонтерських засадах, а з 2013-го року вже як потужна організація, займається порятунком кажанів, що опинилися у критичних умовах існування та потребують допомоги по всій території України. 
Зокрема, саме туди на зимівлю у 2023-му році доставляли кажанів із Запорізької області, які через бойові дій в наслідок російської агресії почали масово оселятися у житлових будинках та парках Запоріжжя та сусідніх населених пунктів. У центрі реабілітації кажанів оглянули ветеринари, провели профілактичні заходи, підгодували і занурили на зимову спрячку. На території центру є обладнання та спеціальні приміщення для цього. Весною 2024-го цих кажанів випустили на острові Хортиця, де є всі необхідні природні умови для їхнього життя.

## Деякі факти про кажанів

Нічниця велика (Myotis myotis) у печері Угринь, Тернопільська область

Кажани — добре відома група тварин. У словнику Бориса Грінченка знаходимо такі назви рукокрилих, як «вертунець», «пергач», «ночовид», «лелик / лилик», «кожан / кажан», «ночниця / нічниця» та численні приклади вживання цих назв (наприклад, «людей не чуть, через базар кажан костокрилий перелетить» [Шевченко]).
Нижче подано добірку цікавих фактів про кажанів за матеріалами акції "ІІІ Європейська ніч кажанів в Україні, що проходила під час роботи VI Теріологічної школи (за виданням «Польовий визначник кажанів підземних порожнин Східної Європи»):
1. Кажани становлять одну з найбагатших за видовим складом групу ссавців: у сучасній світовій фауні відомо близько 900 видів.
2. Обравши єдино можливий для активного польоту тип будови, кажани майже не змінили свій зовнішній вигляд та інші особливості за останні кілька десятків мільйонів років.
3. Кажани — єдина група ссавців, здатна до довготривалого активного польоту; довжина пальців, між якими натягнута літальна болона, дорівнює довжині їх тіла.
4. Кожний другий вид кажанів нашої фауни здійснює сезонні міграції, відлітаючи на холодний зимовий період на південь.
5. В зв'язку з пристосуваннями до польоту кажани народжують лише одного, рідко двох, малюків.
6. При своїх маленьких розмірах кажани живуть до 10-15 років, що компенсує їхню низьку плодючість.
7. Кажани відпочивають догори ногами: умостившись в щілини або зачепившись кігтями задніх кінцівок за дрібні виступи їхніх «сідал».
8. Більшість кажанів добре бігають по землі, і в вузьких ходах печер добре видно їхні, темні від посліду, стежки.
9. Кажани — єдина група ссавців, здатна до гіпотермії: щодня у стані спокою вони входять в стан глибокого фізіологічного сну, знижуючи температуру тіла до температури середовища.
10. Своє полювання кажани починають з відвідання водопою; в сухі дні за добу маленький кажан вагою 5-8 грам випиває до 1 мл води, компенсуючи великі втрати вологи через літальні шкірні перетинки.
11. Кажани часто обирають для своїх зимовищ печери, оскільки в них температура завжди вища від точки замерзання води, а відносна вологість перевищує 70 %.
12. Кажани бачать вухами: видаючи серії ультразвуків на частотах 20-120 кГц, вони, сприймаючи відлуння, розрізняють предмети величиною 1-10 мм. Це дозволяє кажанам літати в темряві і бачити комах.
13. За добу кажан з'їдає комах загальною вагою до 1/2 — 2/3 своєї ваги, здобуваючи їх в польоті або полюючи на них на стовбурах дерев.
14. Кажанів добре чути за допомогою ультразвукових детекторів і за характером звуку та робочою частотою можна розрізняти окремі види. Високочастотні види використовують доплерівський ефект.
15. Види кажанів можна розрізняти за їхніми фотографічними портретами (зокрема, деталями будови вух) і за вимірами крил — ознаками пристосування до польоту.
16. В період розмноження більшість кажанів перебирається з прохолодних печер в теплі гроти, дупла та інші сідала, і самиці утворюють виключно жіночі групи — виводкові колонії.
17. Кажани паруються в кінці літа або восени, однак розвиток зародка починається тільки весною з настанням теплих днів. Самиця, що потрапила до вас ще восени, весною може «самостійно» завагітніти.
18. В одній печерній залі розміром в однокімнатну квартиру може зимувати кілька сотень кажанів кількох видів, в одному дуплі старого дерева може розміщатись виводкова колонія з кількох десятків кажанів.
19. Кажани — найчутливіша до змін довкілля група тварин, показники видового багатства і чисельності якої свідчать про ступінь збереженості чи забрудненості будь-якої ділянки суходолу.
20. Кажани — найвразливіша група ссавців — всі види кажанів нашої фауни занесені до Червоної книги України; всі види європейських кажанів охороняються Бернською конвенцією.
21. Кажани — єдина група ссавців аборигенної фауни, що активно використовує архітектурні та різні інженерні споруди для свого притулку, і частина видів кажанів стали звичайними саме у містах.

## Орієнтація в темряві

### Експерименти зпідковиками
Зморшки на мордочках багатьох кажанів допомагають їм орієнтуватися при польотах у темряві. Це відкриття зробила група вчених з університету Шандуня на чолі з професором Рольфом Мюллером.
Більшість кажанів випускають звуки, які допомагають природній ехолокації, ротом. Однак багато хто з цих тварин — біля трьохсот видів, — використовують у таких випадках ніс. У цих мишей на мордочці є зморшкуваті борозни, про призначення яких учені довго думали, але так і не змогли одержати чіткого уявлення.
Вчені провели тривимірне рентгенівське сканування цих структур у кажана Rhinolophus rouxi з роду підковоносів, а потім збудували модель взаємодії ультразвукових коливань зі складками навколо носа.
Кажани випускають ультразвукові сигнали, частота яких починається від 60 кілогерців, швидко піднімається до 80 кілогерців і знову опускається до 60. Як показала комп'ютерна модель, борозни над носом відіграють роль резонаторів, посилюючи визначені частоти видаваного звуку.
У результаті цього борозни також по-різному керують звуком: 60-кілогерцові коливання поширюються у вертикальній площині, тоді як 80-кілогерцові — у горизонтальній.
Ця складна система борозен посилає звуки в різних площинах, що допомагає кажанам орієнтуватися в складних умовах, наприклад, у густому лісі або при одночасному рішенні декількох завдань — переслідуванні жертви і уникнення перешкод.
Однак на цьому дослідження Мюллера не закінчується. Вчений помітив також, що вушні раковини більшості кажанів мають цікаві особливості, які можуть діяти так само, як і зморшки біля носа. Дослідженню цих структур і буде присвячена подальша робота.

## Таксономія
- Підряд Microchiroptera (Dobson, 1875)
  -     -       - †Родина Archaeonycteridae (Revilliod, 1917)
      - †Родина Hassianycterididae (Habersetzer & Storch, 1987)
      - †Родина Icaronycteridae (Jepsen, 1966)
      - †Родина Palaeochiropterygidae (Revilliod, 1917)
      - †Родина Philisidae (Sigé, 1985)
      - †Родина Tanzanycterididae (Gunnell et al., 2003)

  - Інфраряд Yinochiroptera (Van den Bussche & Hoofer, 2004)
    -       - Родина Craseonycteridae (Hill, 1974)
      - Родина Hipposideridae (Lydekker, 1891)
      - Родина Megadermatidae (Allen, 1864)
      - Родина Nycteridae (Van der Hoeven, 1855)
      - Родина Rhinolophidae (Gray, 1825) — підковикові
      - Родина Rhinopomatidae (Geoffroy Saint-Hilaire, 1813)

  - Інфраряд Yangochiroptera (Van den Bussche & Hoofer, 2004)
    -       - Родина Cistugidae (Lack et al., 2010)
      - Родина Emballonuridae (Gervais, 1856)
      - Родина Furipteridae (Gray, 1866)
      - Родина Miniopteridae (Dobson, 1875)
      - Родина Molossidae (Gervais, 1856)
      - Родина Mormoopidae (Saussure, 1860)
      - Родина Mystacinidae (Dobson, 1875)
      - Родина Myzopodidae (Thomas, 1904)
      - Родина Noctilionidae (Gray, 1821)
      - Родина Natalidae (Gray, 1866)
      - Родина Phyllostomidae (Gray, 1825) — Листконосові
      - Родина Thyropteridae (Miller, 1907)
      - Родина Vespertilionidae (Gray, 1821) — Лиликові

Таксономічна таблиця написана на основі:

Kenneth David Rose. The beginning of the age of mammals. — JHU Press, 2006. — С. 158. — ISBN 0801884721.

## Цікаві факти
- Найбільша міська колонія кажанів спостерігається у американському місті Остін, штат Техас[8].
- Військовослужбовці перуанської армії впіймали велетенського кажана, який лякав усю округу і кілька разів «нападав» на людей. Дехто пов'язував з перуанською «чупакаброю» постійні випадки нападів на свійських тварин. Учені пояснили, що кажан належить до найбільшого виду групи «летючих лисиць». Розмах його крил перевищує 2 метри[9].
- 2011 та 2012 рік оголошені ООН «Міжнародним роком кажанів».
- Кажани можуть залітати у будинки, спати там вдень, а вночі прокидатися і непокоїти людей.
- 17 квітня проводять День вдячності рукокрилим. День започаткований Міжнародною організацією охорони рукокрилих на знак того, що рукокрилі важливі для того, щоби підтримувати природу в рівновазі[10].
- Щорічно, в останні вихідні серпня, у світі відзначається Міжнародна ніч кажанів. Метою заходу є привернення уваги громадськості до питань збереження рукокрилих, які відіграють важливу роль у підтримці екологічного балансу на планеті[11].

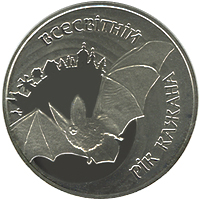
Пам'ятна монета НБУ Рік кажана (реверс)

## У нумізматиці
У 2012 році Національний банк України випустив пам'ятну монету присвячену «Всесвітньому року кажанів».